# Термография

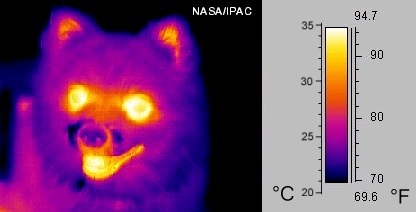
Изображение небольшой собаки, сделанное в средних инфракрасных лучах

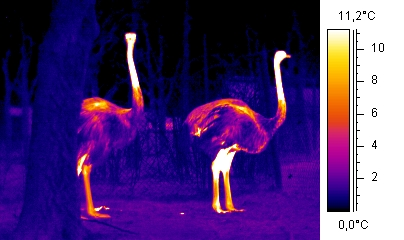
Тепловое изображение двух страусов

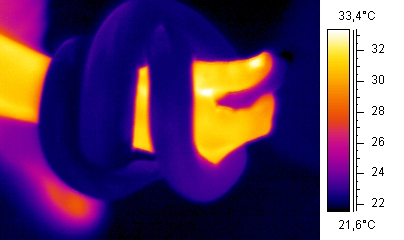
Тепловое изображение змеи на руке человека

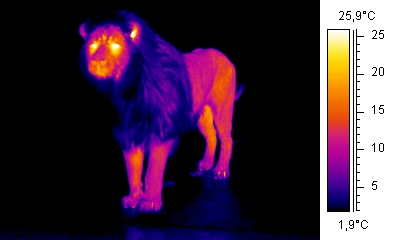
Тепловое изображение льва

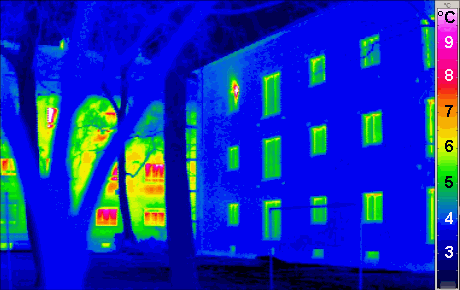
Тепловое изображение обычного здания на заднем плане и 'пассивного дома' на переднем плане

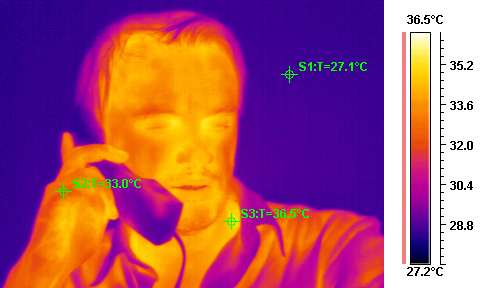
Термограмма, показывающая распределение тепловых полей у человека

Инфракрасная термография, тепловое изображение или тепловое видео — это научный способ получения термограммы — изображения в инфракрасных лучах, показывающего картину распределения температурных полей. Термографические камеры обнаруживают излучение в инфракрасном диапазоне электромагнитного спектра (примерно 0,9-14 мкм) и на основе этого излучения создают изображения, позволяющие определить перегретые или переохлаждённые места. Так как инфракрасное излучение испускается всеми объектами, имеющими температуру, согласно формуле Планка для излучения чёрного тела, термография позволяет «видеть» окружающую среду с или без видимого света. Интенсивность теплового излучения тела увеличивается с повышением его температуры, поэтому термография позволяет видеть распределение температуры по поверхности тела. Когда мы смотрим через тепловизор, то более тёплые объекты видны лучше на фоне окружающей среды; люди и теплокровные животные лучше заметны в окружающей среде, как днём, так и ночью. Благодаря этому термография может найти применение военными и службами безопасности.
Создание термограмм на основе тепловых изображений нашло много применений. Например, пожарные используют их для обнаружения в условиях задымления людей и установления очагов возгорания. С помощью тепловых изображений в технике, обслуживающей линии электропередач, обнаруживают перегрев в местах соединений и части, находящиеся в аварийном состоянии, требующие устранения потенциальной опасности. Когда нарушена теплоизоляция, строители могут видеть утечку тепла и предотвратить неисправности при охлаждении или обогреве системами кондиционирования воздуха. Тепловизоры, делающие снимки, также устанавливаются в некоторых автомобилях класса «люкс» для помощи водителю, например, в некоторых моделях «Кадиллак» с 2000 года. Некоторая физиологическая деятельность организма, требующая более пристального внимания у людей и теплокровных животных, также может быть наблюдаема при помощи тепловых изображений.
Внешний вид и работа современных тепловизионных систем часто похожи на работу телевизионной системы. Возможность видеть в инфракрасном диапазоне — настолько полезная функция, что запись таких изображений часто является второстепенной функцией. Поэтому модуль для записи не всегда предусматривается.
Современные тепловизионные приемники можно разделить на два типа:
Первый тип — неохлаждаемые микроболометры — работают при комнатной температуре, имеют малые габариты и относительно дешевы, т. к. нет системы охлаждения, имеют фундаментальные ограничения по быстродействию и чувствительности из-за двойного преобразования (ИК-свет нагревает площадку, электросопротивление площадки зависит от температуры). Недостатки, однако, не мешают им занимать 95% тепловизионного рынка в виду существенных достоинств и, главное, цены.
Второй тип — охлаждаемые полупроводниковые кристаллы (InSb, InAs, HgCdTe и др.) в виде двумерных массивов ПЗИ-конденсаторов или p-n-переходов (диоды), соединенных попиксельно через микростолбики из индия (In) методом flip-chip с микросхемой считывания (мультиплексором) из кремния. Сам кремний прозрачен почти во всем ИК-диапазоне, по этому сделать из него тепловизор не получится, за то он активно применяется для построения ИК-оптики. Полупроводниковые приемники за счет одностадийного преобразования (ИК-свет порождает заряд напрямую) обладают лучшими характеристиками чувствительности и быстродействия в сравнении с болометрами (лучшие против лучших). Без охлаждения полупроводниковые приемники работают плохо — из-за собственной нагретости они не видят ИК-свет, поступающий снаружи через объектив. Для охлаждения принято применять жидкий азот (дешево, безопасно, практически неограниченный механический ресурс) или холодильные машины (достаточно дороги, ограниченный механический ресурс, высокое энергопотребление, акустический и электромагнитный шум). Современные холодильные машины лишены многих этих недостатков и стоят хороших денег.

## Отличие инфракрасной съёмки от термографии
Инфракрасная съёмка излучения соответствует температуре между 250 °C и 500 °C, в то время как диапазон термографии примерно от −50 °C до более чем 2000 °C. Так, для инфракрасной съёмки для показа чего-либо температура объекта должна быть свыше 250 °C или объект должен отражать инфракрасное излучение, исходящее от чего-то горячего. Следует отметить, что наиболее распространённые приборы ночного видения только усиливают слабый отраженный от объектов свет, который создаётся, например, звёздным светом или луной, и через них невозможно увидеть тепло или работать в полной темноте (без активной подсветки "ИК-фонариком").

## Пассивная и активная термография
Все объекты с температурой выше абсолютного нуля испускают инфракрасное излучение. Следовательно, отличный способ для измерения тепловых изменений состоит в том, чтобы использовать устройство инфракрасного видения, обычно приемник тепловизора позволяет обнаруживать излучение в средних (от 3 до 5 μм) и длинных (от 8 до 15 μм) волнах инфракрасной полосы частот, обозначаемых как MWIR и LWIR и соответствующих спектральным "окнам" с высоким коэффициентом пропускания атмосферы вблизи поверхности земли.
В пассивной термографии особый интерес представляет повышение или понижение природного температурного уровня по сравнению с температурой окружения. У пассивной термографии много применений, таких, как наблюдение людей на сцене, или в медицине. В активной термографии иначе — там источник энергии должен создавать температурный контраст между интересующим объектом и фоном. Активный подход необходим во многих случаях, когда исследуемые части находятся в температурном равновесии с окружающей средой. Современные тепловизоры позволяют с помощью специального программного обеспечения определять температуру в каждой точке термограммы.

## Преимущества термографии
- Может показывать визуальное изображение, что помогает в сравнении температур на большой площади
- Даёт возможность захвата движущихся целей в реальном времени
- Позволяет находить аварийные элементы до их выхода из строя
- Измерение в областях, где другие методы невозможны (объекты с малой теплоёмкостью) или сопряжены с риском для здоровья
- Неразрушающий контроль
- Облегчает поиск дефектов (трещин) в колоннах или других металлических частях
- Сама возможность видеть тепло даже со скоростью 1 кадр в секунду, даже с невысоким пространственным разрешением уже покрывает существенную долю тепловизионного рынка

## Ограничения и недостатки термографии
- Качественные камеры дороги
- Большинство камер имеют погрешность ±2 % или меньшую точность
- Обучение и содержание в штате специалиста по инфракрасному сканированию требует затрат времени и средств, впрочем, как и на любого другого специалиста.
- Возможность измерения в основном только температуры поверхностей, т. к. большинство материалов непрозрачны в ИК-диапазоне (например, человек)

## Применение
- Мониторинг условий
- Медицинская визуализация
- Ночное видение
- Исследование
- Управление процессом
- Неразрушающий контроль
- Наблюдения в области обеспечения безопасности, правоохранной деятельности и защите
- Химическая визуализация

Тепловые инфракрасные камеры преобразуют энергию инфракрасных волн в видимый свет на видеоэкране. Все объекты с температурой выше 0 кельвинов излучают тепловую инфракрасную энергию, поэтому инфракрасные камеры могут пассивно видеть все объекты независимо от наличия окружающего освещения. Тем не менее, большинство тепловых камер видят только объекты теплее −50 °C, т. к. интенсивность излучения тел пропорциональна температуре в четвёртой степени (очень резкая зависимость).
Спектр и уровень теплового излучения сильно зависит от температуры поверхности объекта. Это даёт возможность тепловой камере видеть температуру объектов. Тем не менее, другие факторы также влияют на излучение, регистрация которого ограничивается точностью техники. Например, излучение зависит не только от температуры объекта, но также и от поглощающей, пропускающей и отражающей способности объекта. Так, излучение, первоначально испускаемое окружающей средой, отражается объектом и/или проходит через него и складывается с собственным излучением объекта, которое и регистрируется прибором.

### История производителей тепловизоров
- History of AIM thermal imaging  (англ.)
- History of Texas Instruments/DRS Thermal imaging  (англ.)
- History of Raytheon Commercial Infrared/L-3 Communications thermal imaging  (англ.)